# Eugène Herpin
Pour les articles homonymes, voir Herpin.
Eugène Herpin, né le 11 avril 1860 à Saint-Malo, mort à Paramé (aujourd'hui Saint-Malo) le 22 février 1942, est un avocat et historien local français. 
Il est l'inventeur du nom Côte d'Émeraude.

## Biographie
Sa famille est d'origine malouine descendant d’acadiens.  Il est le fils d'un notaire, lui-même fils de Julien Marie Herpin, un capitaine corsaire. Sa mère née Thérèse Dolley est la fille d'un armateur. Il est élève au collège de Saint-Malo et suit ensuite des études de philosophie au lycée Saint-Vincent de Rennes. Il enseigne un temps la rhétorique avant de s'orienter sur des études de droit. Il entame alors une carrière de magistrat avec un premier poste à Vannes après avoir été secrétaire du président du tribunal de Rennes. Il devient ensuite avocat et s'installe à Saint-Malo, au 9 rue d'Asfeld. Eugène Herpin est à deux reprises bâtonnier de l'ordre des avocats de la ville.
À partir de 1886, il écrit des papiers dans  Le Salut puis devient rédacteur en chef du journal Côte d'Émeraude. En 1900, il cofonde avec l'académicien Louis Duchesne, Hippollyte Harvut et Jean-Marie Hamon, maire de Saint-Malo, la Société d'histoire et d'archéologie de l'arrondissement de Saint-Malo qu'il préside en 1902-1903, 1908-1909 et 1922-1923.
En 1890, il baptise la région du nom de Côte d'Émeraude: « La teinte de la mer, la verdure des arbres qui s'y reflètent, toute cette étrange symphonie de verts différents, m'a fait appeler notre cote la Côte d'Émeraude.»
Eugène Herpin a écrit de nombreux ouvrages historiques et touristiques sur Saint-Malo et sa région.
Il est le père de Marie-Thérèse Herpin (Saint-Malo 1892-Saint-Malo 1962) et d'Anne-Marie Herpin (Saint-Malo 1905-Vannes 1989)  écrivaines de l'entre-deux-guerres.

## Publications
- La Cathédrale et l'Ancien Diocèse de Saint-Malo, 1894
- La Côte d'Émeraude - Saint-Malo et ses Souvenirs, Ed° Caillères, Rennes, 1894, II-502 p.
- Histoire du Collège de Saint-Malo, en collaboration avec H. Hervot, abbé Mathurin et G. Saint-Mleux, Imprimerie Saint-Yves, Ploërmel, 1902, 389 p.
- Guide du touriste à Dinard et ses environs, Rennes, 1897
- Au pays des légendes.   Rennes 1901
- L'abbé Jean-Marie de La Mennais... ses grandes idées et ses grandes œuvres, Ploermel, 1900
- La Côte d'Emeraude, avec 106 vues photographiques, Saint-Malo, 1902
- Noces et baptêmes en Bretagne, Ed° Plihon, Rennes, 1904
- Madame des Bassablons, 1905
- Mahé de la Bourdonnais et la Compagnie des Indes, Ed° R. Prud'homme, Saint-Brieuc, 1905, 265 p. (Ré-édité par La Découvrance, Rennes, 1997)

- Prix Montyon 1906 de l'Académie française
- Vieilles chansons de Saint Malo, 1909 (romances littéraires devenues populaires, chants de Terre-Neuvas, chansons d'histoire locale, chants de circonstance)
- Armand de Chateaubriand, l'ami des vagues, Paris, 1910
- Armand de Chateaubriand, correspondant des princes entre la France et l'Angleterre, éditions Perrin, 1910
- La Côte d'Émeraude - jadis et aujourd'hui, Ed° J. Haize, Saint-Servan, 1914, (Ré-édité par La Découvrance, Rennes, 1994).
- Histoire de la ville de Saint-Malo - Depuis son origine jusqu'à la Révolution. 1927, La Découvrance Eds

- Prix Halphen 1929 de l'Académie française
- Guide du Touriste à Saint-Malo, 1927
- Trente jours sur la cote d’émeraude
- Nouveau guide de la cote d’émeraude
- Saint-Malo sous la Révolution - 1789-1800, Impr. Riou-Reuzé, Rennes, Ed° Maurice Guérin, Saint-Malo, 1931, 402 p. (Ré-édité par La Découvrance, Rennes).
- Souvenirs d'un bourgeois de Saint-Malo, La Découvrance Eds
- Mémoires du chevalier de Fréminville, Paris

Deux recueils de poèmes : 
- La Chanson d'Emeraude (1933)
- Les Cloches sous-marines (1935)